# 索比·斯蒂芬
朱利安·索比·斯蒂芬（英語：Thoby Stephen；1880年9月9日—1906年11月20日）是瓦妮莎·贝尔的弟弟、弗吉尼亚·伍尔夫的哥哥，三人均为布卢姆茨伯里派的杰出成员。
索比·斯蒂芬是莱斯利·斯蒂芬和茱莉亚·斯蒂芬的长子。由于这是他母亲的第二次婚姻，因此他有两个同母异父哥哥：乔治·达克沃斯和杰拉尔德·达克沃斯。

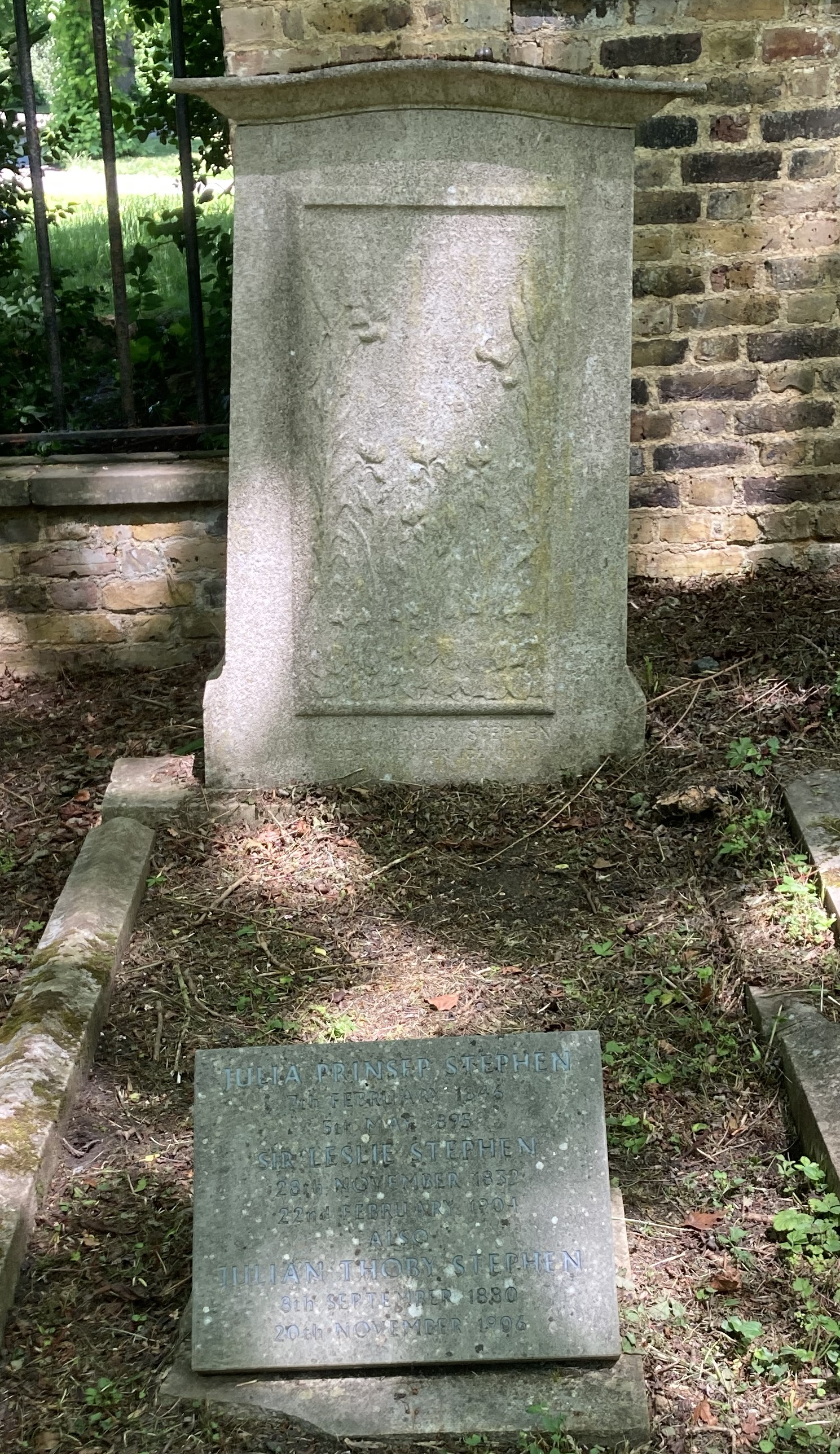
莱斯利·斯蒂芬、茱莉亚·斯蒂芬和朱利安·索比·斯蒂芬在海格特公墓的墓地

索比·斯蒂芬未能如两个同母异父哥哥那样进入伊顿公学，于是在1894年9月进入布里斯托尔的克利夫顿公学（Clifton College）。但是这并不能阻止他，因为他赢得了克利夫顿的奖学金，得以进入剑桥大学三一学院。他在剑桥结交了一批朋友，利顿·斯特雷奇被他的男子气概迷住了，把他介绍到“读书俱乐部”。他被描述为“身高超过六英尺，身材有些笨重”。
斯蒂芬是布卢姆茨伯里派周四晚间聚会的发起人。
人们期望他能出人头地，但他在26岁时在希腊度假时感染了伤寒，回到英国后不久去世。他与父母同葬在海格特公墓。
瓦妮莎·贝尔的长子，诗人朱利安·贝尔（Julian Bell），以他的名字命名。
他是爱德华·摩根·福斯特1910年的小说《霍华德庄园》中，人物提比·施莱格尔（Tibby Schlegel）的原型。一些评论家认为，弗吉尼亚·伍尔夫1931年的小说《海浪》也取材自索比·斯蒂芬。